# Antena C
Antena C (prescurtare a „Antena capitalei, Antena Chișinăului”) a fost un post de radio din Republica Moldova, care și-a început emisia la Chișinău la 1 octombrie 1998. A avut statut de post de radio municipal public, fiind o subdiviziune a Departamentului Relații cu Publicul a Primăriei municipiului Chișinău, formată în baza unei decizii a Primăriei din luna aprilie 1998.
Antena C a emis pe frecvențele 102,3 MHz și 67,58 MHz 24 de ore din 24. Puterea emițătorului era de 3 kW. Sediul postului de radio se afla pe str. Vlaicu Pârcălab 55, colț cu str. Veronica Micle 10. Din grila de emisie făceau parte parte 24 de buletine de știri zilnic, inclusiv 6 în limba rusă, două programe de actualități zilnice, cca 15 emisiuni tematice orientate spre diferite categorii de ascultători; 7 emisiuni săptămânale erau realizate de autori netitulari, inclusiv liceeni.

## Privatizare
La 30 noiembrie 2006 (cu o tentativă eșuată de a revoca decizia la 14 decembrie 2006), Consiliul Municipal Chișinău a luat decizia de privatizare a postului de radio Antena C. Emisia a fost suspendată la 16 decembrie 2006 și reluată la 23 ianuarie 2007, după finalizarea procesului de privatizare. La 5 aprilie 2007, după o perioadă de conflict redacțional cu noua administrație, echipa Antena C și-a sistat activitatea, somând noua administrație să „renunțe la semnalele de identitate ale «Antenei C» [...] la denumirea stației, deoarece ea nu corespunde conținutului prin care a fost percepută «Antena C» până acum: curaj, demnitate, profesionalism, spirit de echipă”. În 2009, la Curtea Europeană pentru Drepturile Omului se afla pe rol un dosar depus de foștii membri ai echipei, prin care susțineau în continuare că privatizarea din 2007 s-a făcut „cu grave încălcări ale legislației”. Și în presa de opoziție decizia de privatizare a fost privită ca una politică, Partidul Comuniștilor fiind acuzat că dorește să preia postul de radio Antena C, iar Partidul Popular Creștin Democrat că dorește să preia canalul de televiziune Euro TV, în încercarea de a reduce la tăcere mass-media de opoziție în ajunul alegerilor locale din acel an. De asemenea, declarații de îngrijorare au fost emise de oficiali ai misiunilor diplomatice occidentale și organizații internaționale.